# 黄河镇 (东丰县)
黄河镇，是中华人民共和国吉林省辽源市东丰县下辖的一个乡镇级行政单位。

## 行政区划
黄河镇下辖以下地区：
黄河村、丰源村、一心村、福山村、福泉村、文福村、东山村、红星村、均乐村、洪岗村、新丰村、涌泉村、中育村、中胜村、新荣村、新合村、双阳村、凤阳村、凉水泉村、二道河村和鲜农村。